# هوراس إلغن دودغ
هوراس إلغن دودغ (بالإنجليزية: Horace Elgin Dodge)‏ هو شخصية أعمال ورائد أعمال أمريكي، ولد في 17 مايو 1868 في نيلز في الولايات المتحدة، وتوفي في 10 ديسمبر 1920 في بالم بيتش في الولايات المتحدة بسبب الإنفلونزا الإسبانية وإنفلونزا.

## سيرة ذاتية
ولد هوراس إلغن دودغ في السابع عشر من مايو لعام 1868 في نيلز في ولاية ميشيغان. كان والده يمتلك ورشة لصهر المعادن وورشة للآلات. وقد لازم شقيقه جون فرنسيس دودغ عندما كبرا، حيث ذهب الأخوان إلى ديترويت وعملا في مصنع لأعمال النحاسة. وفي سنة 1894 ذهبا للعمل كمصنعي آلات في شركة كندية على الضفة الأخرى من نهر ديترويت في ويندسور في أونتاريو. في 1896 تزوج آنا تومسون، وهي مهاجرة اسكتلندية ولدت في دندي. حظيا معًا بابن وابنة. وبعد وفاة هوراس دودغ، تزوجت زوجته بالممثل هيوغ ديلمان.

## وصلات خارجية
- هوراس إلغن دودغ على موقع الموسوعة البريطانية (الإنجليزية)
- هوراس إلغن دودغ على موقع الموسوعة البريطانية (الإنجليزية)